# 小叶黄花稔
小叶黄花稔（学名：Sida alnifolia var. microhylla）为锦葵科黄花稔属下的一个变种。

## 扩展阅读
- 維基物種上的相關：小叶黄花稔